# Ceramus
Ceramus (łac. Diœcesis Ceramensis) – stolica historycznej diecezji w Cesarstwie Rzymskim (prowincja Karia), współcześnie w Turcji. Pierwszym wzmiankowanym biskupem tej diecezji był Spudasius (V w.). Od XVIII w. katolickie biskupstwo tytularne.

## Biskupi tytularni
| Lp. | Biskup                            | Od                   | Do                   |
| --- | --------------------------------- | -------------------- | -------------------- |
| 1   | Jean Davoust MEP                  | 24 września 1771     | 17 sierpnia 1789     |
| 2   | Manuel Vicuña Larraín             | 15 grudnia 1828      | 2 lipca 1832         |
| 3   | Andrew Carruthers                 | 28 września 1832     | 24 maja 1852         |
| 4   | Jacques Jeancard                  | 18 marca 1858        | 6 lipca 1875         |
| 5   | Salvador Casañas y Pagés          | 7 lutego 1879        | 22 września 1879     |
| 6   | Patrick Manogue                   | 27 lipca 1880        | 29 lutego 1884       |
| 7   | Stephen Reville OESA              | 27 stycznia 1885     | 21 października 1901 |
| 8   | Georg Carić                       | 6 grudnia 1906       | 8 czerwca 1918       |
| 9   | Juozapas Skvireckas               | 10 marca 1919        | 5 kwietnia 1926      |
| 10  | Johannes Hillebrand               | 27 kwietnia 1926     | 28 września 1931     |
| 11  | António Valente da Fonseca        | 23 października 1931 | 31 maja 1933         |
| 12  | Ernest Louis Joye OFMCap.         | 31 maja 1933         | 9 stycznia 1934      |
| 13  | Camille Valentin Stappers OFM     | 26 lutego 1934       | 13 stycznia 1964     |
| 14  | Pablo Muñoz Vega SJ               | 7 lutego 1964        | 23 czerwca 1967      |
| 15  | Fortino Gómez León                | 25 lipca 1967        | 31 grudnia 1970      |
| 16  | Osório Willibaldo Stoffel OFM     | 6 sierpnia 1971      | 26 maja 1978         |
| 17  | Ramón López Carrozas OdeM         | 26 kwietnia 1979     | 1 marca 1989         |
| 18  | José Melo CM                      | 10 lipca 1991        | 31 maja 2000         |
| 19  | Héctor Javier Pizarro Acevedo OAR | 23 października 2000 |                      |